# Hop Fastpass

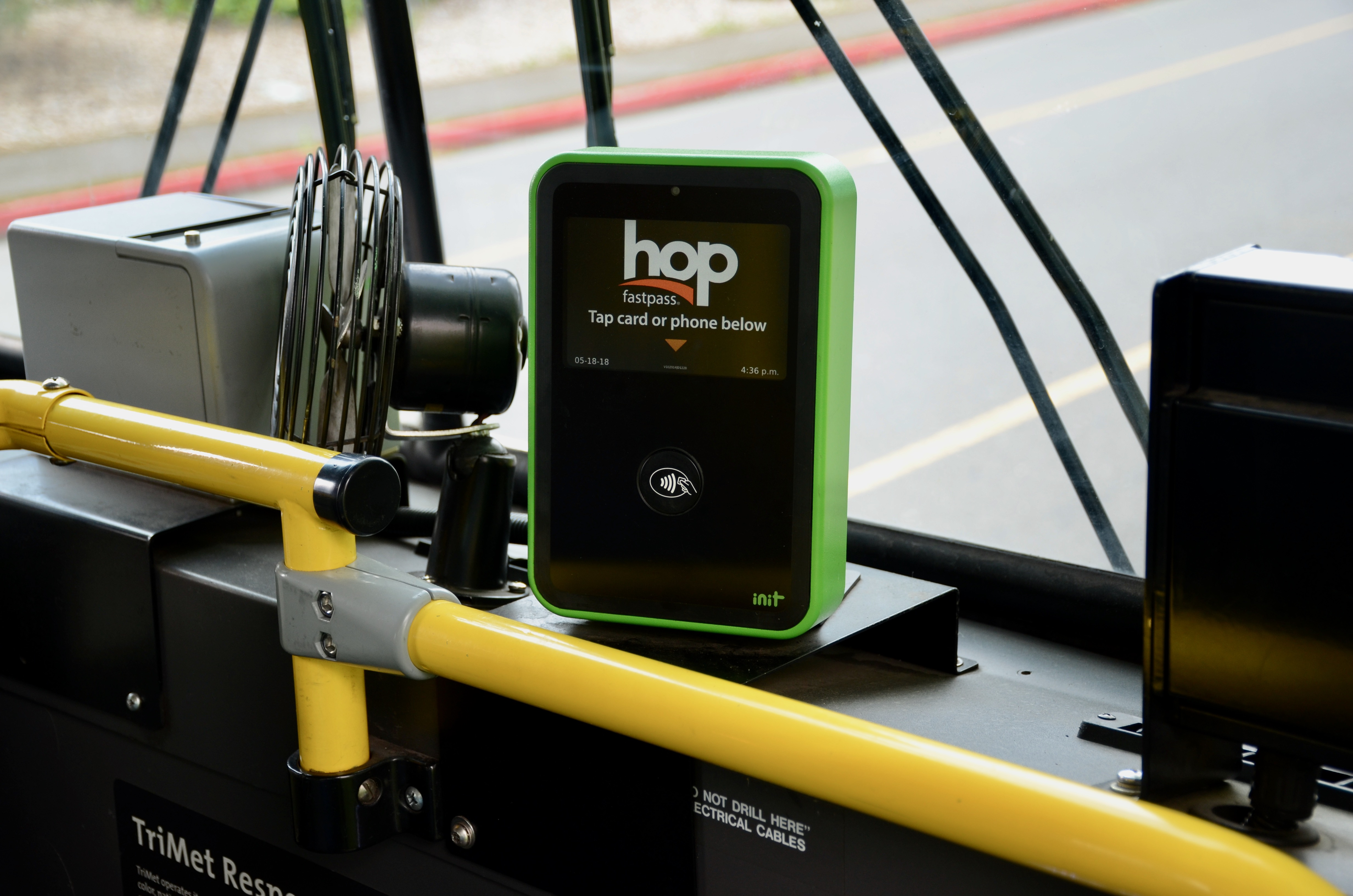
Olvasó egy TriMet-buszon

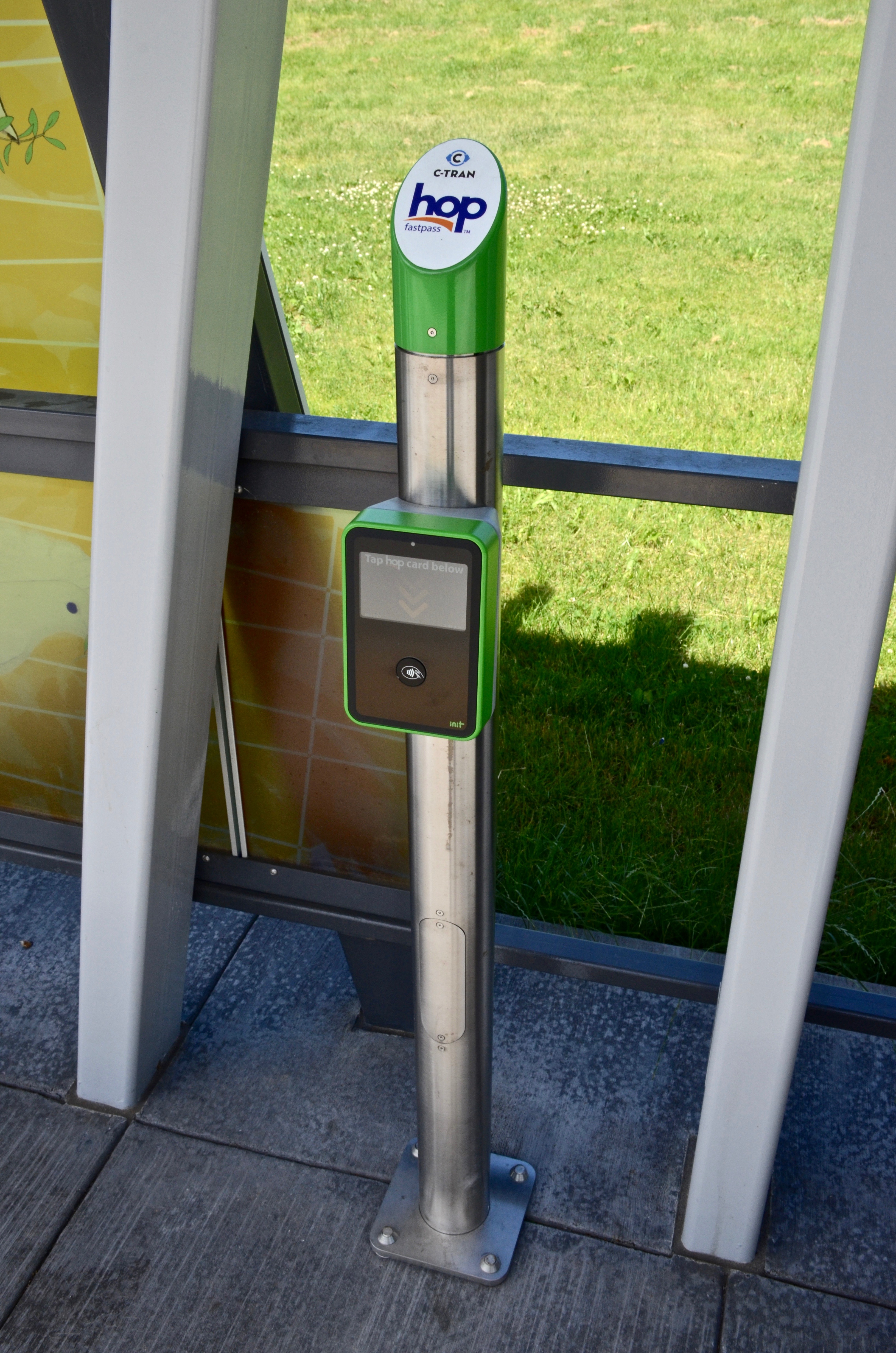
Érvényesítő készülék a The Vine megállójában

A Hop Fastpass érintésmentes tömegközlekedési okoskártya, amivel az Amerikai Egyesült Államok Oregon államának Portland városában és térségében a TriMet és a C-Tran buszait (köztük a The Vine BRT-hálózatot), valamint a MAX és a WES vonatait, illetve a Portland Streetcar villamosait lehet igénybe venni. A TriMet kezelésében álló rendszer 2017. július 5-étől használható, hivatalos átadása július 17-én volt.
A lila színű, bankkártyaméretű Hop Fastpassre az időalapú jegyek fedezete és a bérletek is rátölthetőek, emellett a rendszer kompatibilis az Apple Payjel és a Google Payjel is. A napijegyek és havibérletek az összegnek megfelelő jegy megvételével vásárolható meg. Az előre megváltható éves bérlet ára tizenegy havibérletével egyezik meg. A kártyát minden utazáskor érvényesíteni kell. A fedezet online, mobilalkalmazással és a telefonos ügyfélszolgálaton bank- vagy hitelkártyával, a jegyirodákban és viszonteladóknál készpénzzel is feltölthető.

## Háttere
A térség szolgáltatói korábban papíralapú jegyeket bocsátottak ki, amiket szintén érvényesíteni kellett. Visszajáró összeget nem adtak, érvényességhosszabbításra nem volt lehetőség. A Hop Fastpass olvasóinak telepítése 2015 márciusa és 2016 vége között zajlott. A próbaüzem 2017 februárjában kezdődött. A telepítés és tesztelés 35,9 millió dollárba került.

### Felépítése
A rendszer ISO/IEC 14443 megfelelőségű RFID technológiát használ; a kártyákon NXP/Philips MIFARE DESFire EV1 256B chip van. Az olvasók mobiltárcákat és érintésmentes fizetésre alkalmas bank- és hitelkártyákat is tudnak kezelni.

### Arculat
Az ISO/IEC 7810 szabványnak megfelelő méretű lila kártyán a rendszer és a résztvevő cégek logója mellett az alsó sáv az utastípusnak megfelelő színezésű: a lila a teljes árú, a zöld a nyugdíjasok, fogyatékkal élők és alacsony jövedelműek, a narancssárga pedig a diákok által használt kártyát jelzi. A kialakított furaton át a kártya felfűzhető.
2014-ben a 1Pass, Indigo, Umbrella, Via és Lynx neveket is javasolták, de 2015 szeptemberében végül a Hop Fastpasst választották; az elnevezés a nyulakra és a helyi kézműves sörökhöz adott komlóra is utal.

### Értékesítés
A kártyák a jegyirodák mellett viszonteladóknál is kiválthatóak.

## Használata
A kártyát minden utazásnál az olvasóhoz kell érinteni; ezek a buszok és villamosok esetén a járműveken, míg a vasútvillamos, a helyiérdekű vasút és a bus rapid transit esetén a megállókban találhatóak. Érvényesítéskor az időalapú jegyek hátralévő érvényességi ideje is megjelenik, a fedezet hiányát pedig egy hang jelzi. A rendszer az érvényességi időn belüli többszöri érintéskor is csak egyszer vonja le az összeget.

### Jegy- és bérletvásárlás
A jegyek időalapúak; a 2,5 órás időablakon belül korlátlan átszállásra feljogosítanak. A napijegy és havibérlet összegének elérése után a rendszer további összegeket nem von le, így a bérleteket nem szükséges előre megváltani.
A kártya fedezete online, a telefonos ügyfélszolgálaton, a mobilalkalmazásban, valamint a jegyirodákban és viszonteladóknál is újratölthető (személyesen készpénzzel is lehet fizetni). A zöld sávval jelölt kártyákat kétévente meg kell újítani, a többi érvényességi ideje korlátlan. A TriMet szerint egy kártya körülbelül tíz évig marad működőképes.

### Mobiltárcák
2019. május 21-én a TriMet bejelentette, hogy a Hop Fastpass kártyákat már az Apple és a Google mobiltárcáihoz (később már a Samsung Payhez) is hozzá lehet adni (ez az első észak-amerikai okoskártya, amelyik mindkettőt integrálja). A virtuális kártya használata a fizikaiéval megegyezik, mivel az olvasók a mobiltelefonokat is képesek kezelni. A már meglévő kártyák fedezete áttölthető a mobiltárcába.

## Fordítás
- Ez a szócikk részben vagy egészben  a   Hop Fastpass című angol Wikipédia-szócikk ezen változatának fordításán alapul.  Az eredeti cikk szerkesztőit annak laptörténete sorolja fel. Ez a jelzés csupán a megfogalmazás eredetét és a szerzői jogokat jelzi, nem szolgál a cikkben szereplő információk forrásmegjelöléseként.